# ماسائو آکاشی
ماسائو آکاشی (انگلیسی: Masao Akashi؛ زادهٔ ۲۵ مارس ۱۹۵۷ – درگذشتهٔ ۱۹ مهٔ ۲۰۲۵) تنظیم، تهیه‌کننده، نوازنده بیس اهل ژاپن بود.
آکاشی در تاریخ ۱۹ مهٔ ۲۰۲۵ درگذشت.